# Амфіполіс
Амфі́поліс, також Амфіполь (грец. Ἀμφίπολις) — місто Греції та давньогрецький поліс у сучасній грецькій області Східна Македонія та Фракія на узбережжі Егейського моря.

## Історія
Від початку своєї історії місто належало фракійському племені едонів, але у 437 до н. е. його захопили та зробили своєю колонією Афіни. Амфіполь був одним з найуспішніших міст Греції, оскільки його жителі отримували дохід від видобутку золота на розташованій поблизу горі Пангей (Пангейські рудники) — в Амфіполісі знаходився склад видобутого золота. Крім того, у районі міста здійснювалась масштабна заготівля дерева, яке використовувалося Афінами для побудови свого військового флоту.
У 424 до н. е. під час Пелопоннесської війни, Амфіполь відкрив ворота спартанцям. Афіни втратили свою багату колонію, у цій невдачі був звинувачений історик Фукідід, який також займався політичною та громадською діяльністю. Він знаходився з підлеглим йому флотом неподалік від Амфіполіса.
Після Пелопоннесської війни місто повернуло собі незалежність, однак у 357 до н. е. цар Македонії Філіпп II Македонський захопив його і перетворив на один з основних центрів карбування монети.
У римську добу місто отримало статус «вільного міста». За переказами, по дорозі до Салонік Амфіполь відвідав апостол Павло.
Достеменно відомо, що Амфіполіс був центром на Віа Егнатія, та й сьогодні через нього лежить сучасна магістраль Егнатіа Одос.

## Археологічні знахідки

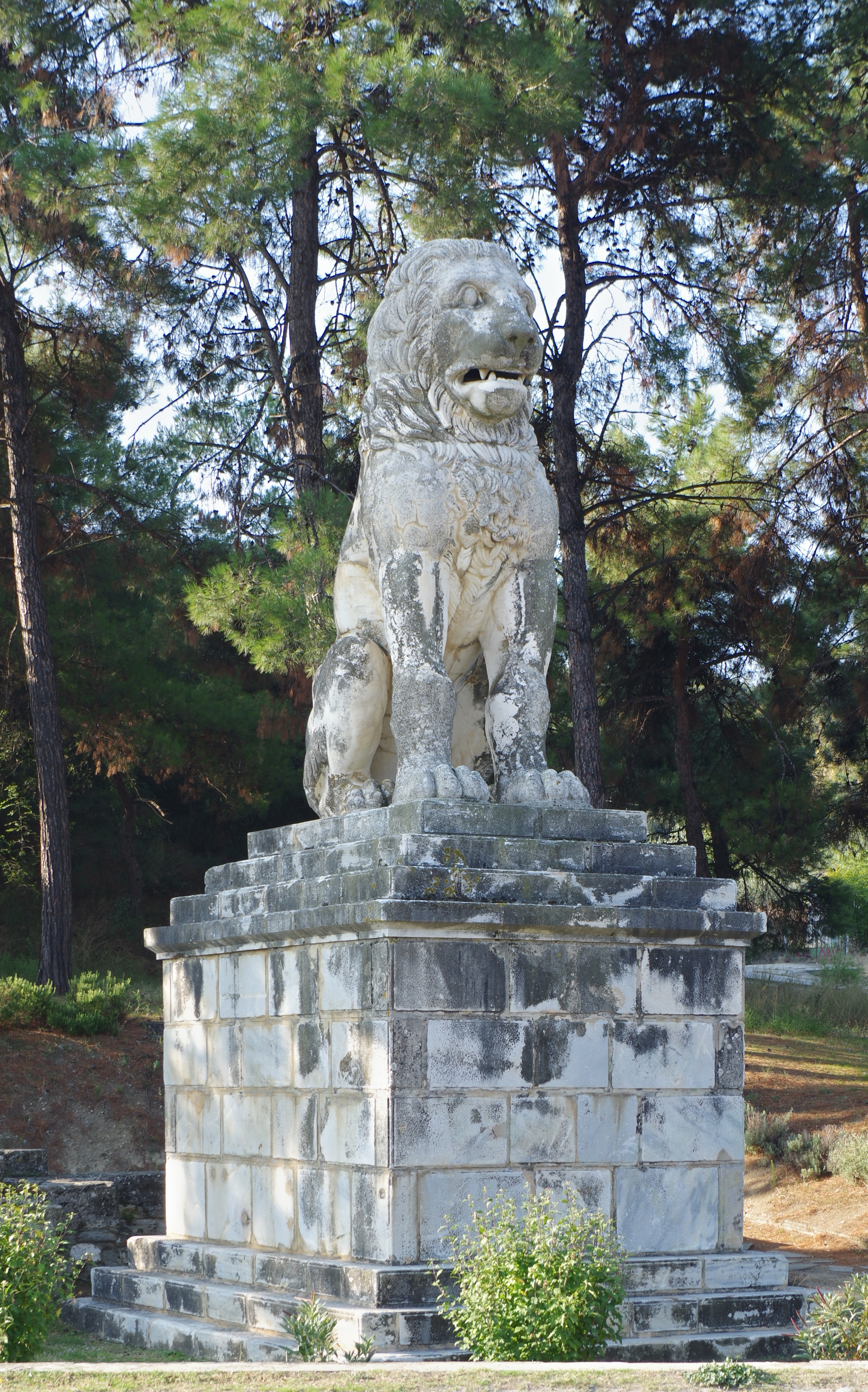
Мармуровий лев давнього Амфіполіса

Під час розкопок були виявлені руїни ряду античних споруд, проте здогадатися про те, що колись тут існувало потужне квітуче місто, було майже неможливо.
Найзначнішою пам'яткою вважається мармуровий лев — кенотаф одного з полководців Александра Македонського. Відновлений американськими та французькими археологами в 1937, Лев з Амфіполіса височить на правому, західному березі річки Стрімон — просто навпроти давнього міста.
Знахідкою століття називають в Греції гробницю в Амфіполісі. У вересні 2010 року на ділянці античного Амфіполя грецькі археологи розпочали розкопки кургана Каста, у якому могли бути поховані дружина Александра Македонського Роксана та їхній спільний син. Після смерті Александра Роксана перебувала у вигнанні в районі Амфіполя, про що свідчать стародавні джерела.

## Майбутнє Амфіполіса
Амфіполіс може стати сполучною ланкою між басейнами Середземного і Чорного морів — на місці давньої гавані планується побудувати сучасний морський порт. Місто може стати відправною точкою для західних туристів, що бажають здійснити круїз по Чорному морю. Зараз такі кораблі відпливаютьє з Риму. Якщо починати подорож з Амфіполіса, час шляху до Чорного моря скорочується в 2 рази. Крім цього, планується відкрити причали для яхт і рибальських шхун.
Наприкінці вересня 2008 року у місті Одеса в однойменному готелі відбулась конференція «Black Sea Cruise». У ній узяла участь й делегація Міністерства транспорту Греції, яка презентувала ідею відродження порту Амфіполіс і заявила, що наразі проєкт знаходиться на стадії узгодження документації.